# Gabriele Kothe-Heinrich
Gabriele Kothe-Heinrich (n. 1958 ) es una botánica alemana, especialista en la familia Chenopodiaceae, con énfasis en el género Halothamnus Jaub. & Spach en la que ha identificado y clasificado más de 21 nuevas especies.

## Algunas publicaciones
- 1997. Halothamnus. En: Karl Heinz Rechinger et al. (eds.): Flora Iranica 172, Chenopodiaceae: 255-289 - Graz: Akad. Druck, ISBN 3-201-00728-5 (en inglés)
- Revision der Gattung Halothamnus (Chenopodiaceae). Bibliotheca Botanica vol. 143, Schweizerbart

### Libros
- 1993. Revision der Gattung Halothamnus (Chenopodiaceae). Bibliotheca Botanica 143, Schweizerbart, Stuttgart, 176 pp. ISBN 978-3-510-48014-2 (en alemán)

- La abreviatura «Kothe-Heinr.» se emplea para indicar a Gabriele Kothe-Heinrich como autoridad en la descripción y clasificación científica de los vegetales.[2]